# Comuna Koliuhiv, Tîvriv
Koliuhiv (în ucraineană Колюхів) este o comună în raionul Tîvriv, regiunea Vinnița, Ucraina, formată din satele Kanava, Koliuhiv (reședința) și Sokolînți.

## Demografie
Componența lingvistică a satului Koliuhiv
     Ucraineană (94,85%)
     Rusă (4,54%)
     Alte limbi (0,62%)
Conform recensământului din 2001, majoritatea populației satului Koliuhiv era vorbitoare de ucraineană (94,85%), existând în minoritate și vorbitori de rusă (4,54%).